# Kara (mitologia)
Kara, nella mitologia norrena, è una valchiria.
Il nome "Kara" significa "selvaggio" e "burrascoso".
Compare per la prima volta nell'epilogo dell'Edda poetica "Helgakviða Hundingsbana II". Nell'epilogo viene affermato che, secondo una credenza pagana considerata una favola, le persone potevano reincarnarsi, così la valchiria Sigrun e Helgi Hundingsbane, entrambi deceduti, si reincarnarono. Helgi si sarebbe reincarnato in un altro Helgi, ossia Helgi Haddingjaskati; Sigrun invece si sarebbe reincarnata nella figlia di Halfdan, ossia Kara.